# Unintelligent Design

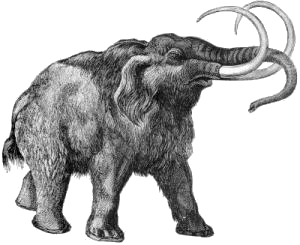
De mammoet is volgens Unintelligent Design uitgestorven vanwege het onintelligente plan van de Schepper.

Unintelligent Design is een satirische reactie op intelligent design die stelt dat bepaalde karakteristieken van het heelal en organismen het best worden verklaard als het werk van een onintelligente "ontwerper", niet een ongericht mechanisme zoals natuurlijke selectie. Deze satire werd gepresenteerd in het gelijknamige boek van Mark Perakh uit december 2003 waarin hij intelligent design en verscheidene varianten van creationisme behandelt. De kern van Unintelligent Design is dat de Schepper het verprutst heeft en er een onintelligente Schepping van heeft gemaakt. Het aantal uitgestorven soorten wordt genoemd als bewijsmateriaal voor deze theorie.
Het doel van Unintelligent Design is om met behulp van wetenschappelijk verantwoorde redeneringen en conclusies te laten zien dat de argumenten die gebruikt worden door aanhangers van intelligent design onzinnig zijn. Een ander doel is de aandacht richten op de pogingen van creationisten in de Verenigde Staten om de evolutietheorie weg te halen uit het schoolcurriculum. Net zoals intelligent design probeert Unintelligent Design haar beweringen als wetenschappelijk te presenteren maar in tegenstelling tot intelligent design beweert deze satirische variant dat alleen evolutie de diversiteit van soorten kan verklaren.